# Хайи, Билал
Билал Хайи — пакистанский дипломат. Посол Пакистана в Азербайджане (2020—2024).

## Биография
Бакалавр права университета Пенджаба. Магистр международного права и сравнительного правоведения университета Монаша (Австралия).
Окончил интенсивный курс французского языка в Альянс Франсез «Cavilam» в Виши.
В 2001 году присоединился к Иностранной службе Пакистана. Посещал общие курсы в Лахоре.
С 2004 по 2008 год работал в постоянной миссии Пакистана при ООН (Нью-Йорк). Представлял Пакистан в третьем комитете ООН по правам человека и гуманитарным вопросам.
С 2012 по 2017 год являлся политическим советником посольства Пакистана в США (Вашингтон).
Работал в отделах по Юго-восточной Азии, Америке и Европе МИД Пакистана.
С 2008 по 2010 год являлся директором по международным отношениям секретариата Президента Пакистана.
С 2011 по 2012 год являлся директором при министре иностранных дел Пакистана.
С сентября 2018 по сентябрь 2020 года являлся главой Американского отдела МИД Пакистана.
Посол Пакистана в Азербайджане (29 сентября 2020 — 2 июля 2024).